# 당음비사
당음비사(棠陰比事)는 충청북도 청주시 흥덕구, 청주고인쇄박물관에 있는 조선시대의 책이다. 2017년 3월 10일 충청북도의 유형문화재 제367호로 지정되었다.

## 지정 사유
당음비사(棠陰比事)는 일종의 재판판례집 또는 소송기록집이다. 이 책은 송(宋)나라 계만영(桂萬榮)이 당대의 재판 기록을 묶어 1207년 편찬한 후, 원(元)나라 전택(田澤)이 1308년 교정하여 간행하였다. 144건의 소송 관련 사례를 분석하여 72편으로 분류하고, 쉽게 읽히기 위해 운문(韻文) 형식으로 정리하였다. 이후 조선에 유입되어 1539년(중종 34) 왕의 명령으로 간행산 사실이 중종실록에 실려 있다.
이책은 실록 기록을 상한으로 하고, 내사기(內事記)가 작성된 1540년 4월을 하한으로 하여 간행된 사실을 알 수 있다. 판본은 금속활자인 초주갑인자(初鑄甲寅字)로, 청주고인쇄박물관 소장본은 보물 제1202호 이현보 종가 소장본과 같은 초간본으로 매우 희소하고 소장 경위가 명확하며 보존상태가 양호하다.

## 같이 보기
- 이현보 종가 문적 (보물 제1202호)

## 참고 자료
- 당음비사 - 국가유산청 국가유산포털